# Aleksander Kosiba
Aleksander Kosiba (ur. 18 stycznia 1901 w Libuszy, zm. 18 września 1981 we Wrocławiu) – polski geograf, geofizyk, glacjolog i klimatolog.
W latach 1945–1971 profesor Uniwersytetu Wrocławskiego, założyciel i kierownik Katedry i Obserwatorium Meteorologii i Klimatologii na tej uczelni, członek Polskiej Akademii Umiejętności, Polskiej Akademii Nauk i Polskiego Towarzystwa Geograficznego, członek honorowy Norweskiego Towarzystwa Geograficznego.

## Wykształcenie
Aleksander Kosiba urodził się w 1901 roku w Libuszy. Wykształcenie podstawowe odebrał w Klęczanach, następnie ukończył gimnazjum w Gorlicach. Na Uniwersytecie Jana Kazimierza we Lwowie studiował geografię, geologię i geofizykę, a na Politechnice Lwowskiej geodezję. Jego wykładowcami na Uniwersytecie we Lwowie byli m.in. wybitni polscy geografowie Eugeniusz Romer i Henryk Arctowski.

## Działalność badawcza i dydaktyczna
W latach międzywojennych Kosiba był uczestnikiem wypraw badawczych do Laponii (1930-1931),  Grenlandii (1934, 1937) i  Islandii (1938). Szczególnie istotna dla przebiegu kariery naukowej Kosiby była druga wyprawa na Grenlandię, której był organizatorem i kierownikiem. Po tej wyprawie Kosiba wydał swoją pierwszą książkę, monografię naukową „Grenlandia” (1937). Na podstawie przeprowadzonych pomiarów, powstała też dokładna mapa fragmentu wyspy w skali 1:500000 (1939). Zasługą polskich naukowców było również nadanie wielu nazw geograficznych takich jak: Lodowiec Polonia, Góry Eugeniusza Romera, Góra Wawel czy Jezioro Dybowskiego. W wyborach samorządowych z maja 1939 ubiegał się o mandat radnego Rady Miasta Lwowa startując z Listy Chrześcijańsko-Narodowej i został zastępcą radnego J. Krausa. Planował organizację kolejnych wypraw na Grenlandię, jednak ich realizację uniemożliwił wybuch II wojny światowej.
W czasie okupacji niemieckiej przebywał we Lwowie pracując w Instytucie Badań nad Tyfusem Plamistym i Wirusami prof. Rudolfa Weigla (jako karmiciel wszy zdrowych) i w podziemnym szkolnictwie polskim.
Po zakończeniu II wojny światowej, Kosiba wraz z większością lwowskiej kadry naukowej, został zmuszony do opuszczenia Lwowa i przeniesienia się do Wrocławia, gdzie rozpoczął pracę naukową i dydaktyczną na Uniwersytecie Wrocławskim. W 1946 działalność rozpoczęła zorganizowana przez Kosibę Katedra Meteorologii i Klimatologii. Z jego inicjatywy utworzone zostało również Obserwatorium Meteorologiczne na Szrenicy. W 1947 rozpoczęto wydawanie roczników meteorologicznych zawierających wyniki codziennych pomiarów. W 1954 Kosiba zaangażował się w prace Komitetu Międzynarodowego Roku Geofizycznego oraz Komitetu Wypraw Geofizycznych i Polarnych PAN. W latach 1957–1960 zorganizował cztery polskie wyprawy na Spitsbergen, gdzie wraz z grupą wrocławskich naukowców prowadził badania glacjologiczne. Na potrzeby tych wypraw założył Stację Glacjologiczną na lodowcu Werenskiolda. Równolegle, do 1971, kiedy odszedł na emeryturę, prowadził zajęcia dydaktyczne z meteorologii i klimatologii dla studentów geografii Uniwersytetu Wrocławskiego. W 1978 wydał swoją ostatnią pracę naukową „Śniegi, lodowce - lądolody”.

## Upamiętnienie
- We Wrocławiu znajduje się ulica im. Aleksandra Kosiby, przy której mieści się Zakład Klimatologii i Ochrony Atmosfery Uniwersytetu Wrocławskiego[3].
- Jego imię nosi też Przełęcz Kosiby na Ziemi Wedela-Jarlsberga na Spitsbergenie w Norwegii.
- Jego imię nosi także Publiczne Przedszkole, Szkoła Podstawowa i Gimnazjum im. prof. Aleksandra Kosiby w rodzinnej Libuszy.